# Blepharoneura regina
Blepharoneura regina är en tvåvingeart som beskrevs av Giglio-tos 1893. Blepharoneura regina ingår i släktet Blepharoneura och familjen borrflugor. Inga underarter finns listade.